# غرهيمغه (مقاطعة دلفان)
غرهيمغه (بالفارسية: گرهیمگه) هي قرية تقع في قسم كاكاوند الغربي الريفي (مقاطعة دلفان) في إيران. يقدر عدد سكانها بـ 24 نسمة بحسب إحصاء 2016.